# 엑손 네프테가스
엑슨 네프테가스 유한회사 (ENL; 러시아어: Эксон Нефтегаз Лимитед)는 주로 러시아, 특히 사할린섬과 극동 지역의 다른 지역에서 운영되던 미국의 석유 회사 엑슨모빌의 해산된 자회사이다. ENL은 사할린섬과 오호츠크해의 차이보, 오도프투, 아르쿠툰-다기 유전에서 석유 및 가스 탐사 및 생산을 감독하는 사할린-1 컨소시엄의 주요 미국 운영자(이자 30% 지분 소유자)였다. 이 자회사는 바하마에 법인 등록되어 있으며 유즈노사할린스크에 사무실을 두고 있다. 엑슨 네프테가스는 1998년부터 적어도 2001년 5월까지 미래의 엑슨모빌 CEO였던 렉스 틸러슨이 이끌었다.

## 설립
ENL은 2001년 4월 26일 ABB와 엑슨모빌이 사할린-I 프로젝트 1단계의 프런트엔드 시스템을 설계하는 계약을 체결하면서 처음 설립되었다. ENL은 같은 해 10월 29일에 공식적으로 상업성을 선언했으며, 당시 러시아에 대한 최대의 직접 투자인 120억 달러(현재 200억 달러)의 투자를 나타냈다.
2000년대 내내 ENL은 아무르 조선소, 사할린스키예 아비아트라시, 페스코 운송 그룹, 보스토크 항공 회사, 소보콤플로트, 루크오일을 포함하여 프로젝트와 관련된 물류에 여러 계약을 체결했다. 2003년 7월 12일, ENL은 프로젝트의 첫 번째 확장 도달 드릴 사이트인 차비요 유정에서 시추를 시작했다. 2005년 후반에 엑슨모빌은 ENL이 프로젝트 생산을 시작했으며, 2006년까지 프로젝트가 하루 25만 배럴을 생산할 수 있다고 발표했다.
2007년에 ENL은 세계에서 가장 긴 확장 도달 유정인 37,016피트의 시추 기록을 경신했으며, 2008년에는 1,306피트를 더 늘려 기록을 다시 경신했다. 또한 2007년 ENL은 사할린에서 1억 배럴 이상을 생산했다고 발표했다.

## 운명

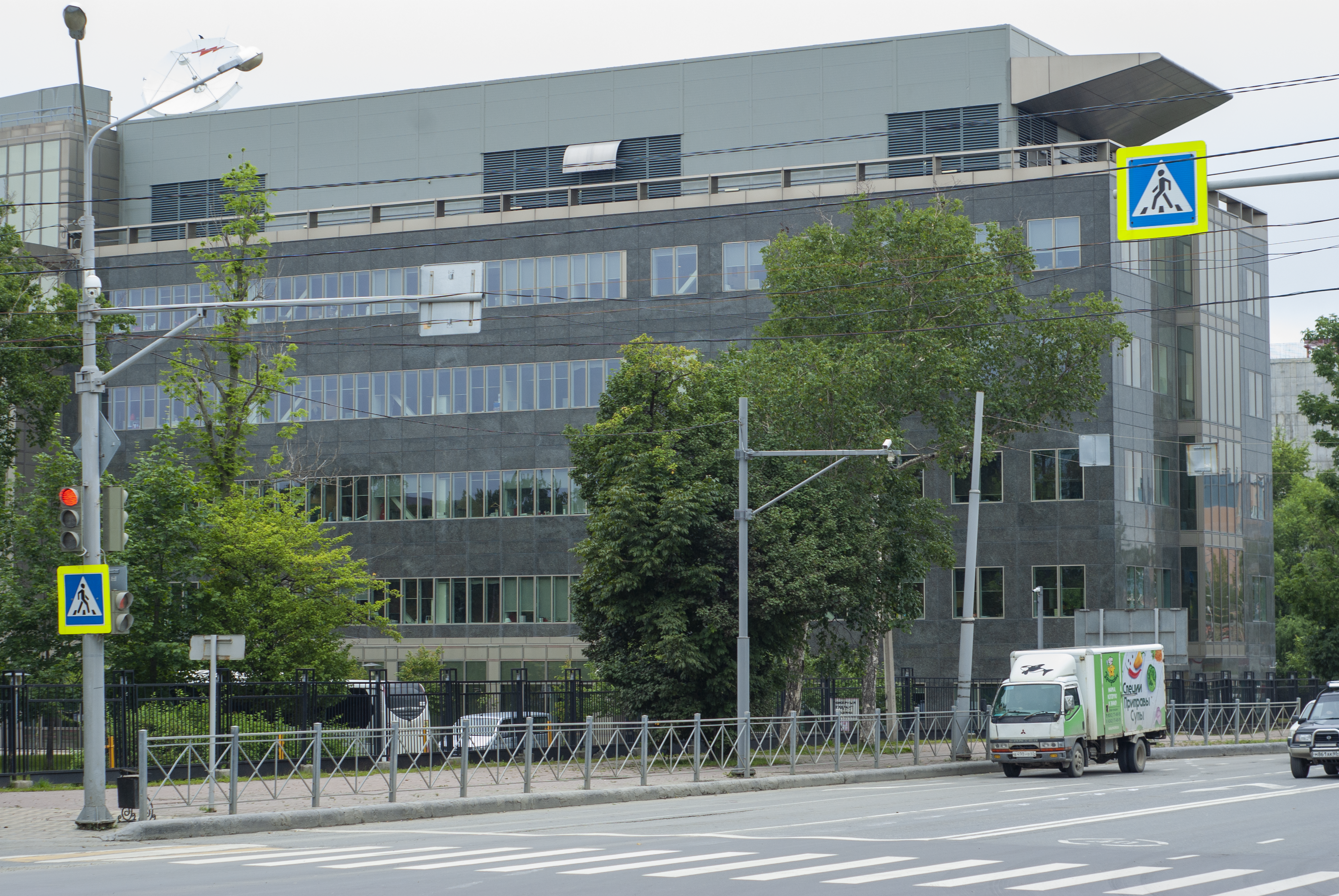
유즈노사할린스크에 있는 엑슨 네프테가스 사무실 건물 (2022)

러시아의 2022년 우크라이나 침공 이후, 엑슨은 ENL과 사할린-1 프로젝트를 포함하여 러시아에서 즉시 철수할 것이라고 발표했다. 엑슨의 철수 발표는 2022년 3월 1일에 게시되었으며, 우크라이나를 지지하는 성명과 함께 발표되었다. 그러나 러시아는 "비우호적인 국가"에 기반을 둔 에너지 회사들이 러시아 에너지 프로젝트에서 철수하는 것을 금지하는 법안을 통과시켜 철수를 막으려 했다. 엑슨모빌은 8월에 러시아에서 철수할 수 있도록 허용되지 않으면 러시아 연방정부를 고소할 것이라고 발표하며 이에 대응했다.